# Покровский (Алтайский край)
Покровский — упразднённый посёлок в Поспелихинском районе Алтайского края. На момент упразднения входил в состав 12 лет Октября сельсовета. Исключен из учётных данных в 1998 году.

## География
Располагался на левом берегу реки Землянуха (приток реки Поперечная), приблизительно в 3,5 километрах (по прямой) к северо-востоку от поселка 12 лет Октября.

## История
Основан в 1921 г. В 1928 году состоял из 81 хозяйства. В административном отношении входил в состав Угловского сельсовета Поспелихинского района Рубцовского округа Сибирского края. В начале 1930-х годов образован колхоз имени Куйбышева. С 1958 года в составе сельсовета 12 лет Октября.
Постановлением Алтайского краевого законодательного собрания от 03.02.1998 года № 22 посёлок исключен из учётных данных.

## Население
По данным переписи 1926 года в посёлке проживало 504 человека (244 мужчины и 260 женщин), основное население — русские.